# (7166) Kennedy
(7166) Kennedy (1985 TR) – planetoida z pasa głównego asteroid okrążająca Słońce w ciągu 3,79 lat w średniej odległości 2,43 j.a. Odkryta 15 października 1985 roku.